# 児玉健次
児玉 健次（こだま けんじ、1933年5月25日 - 2021年2月24日）は、日本の政治家。衆議院議員（通算4期）、日本共産党中央委員を務めた。

## 略歴
広島県生まれ。広島大学文学部卒業。同大学院中退。高校に奉職後、教諭として勤務する一方、北海道高教組副委員長等を歴任。
1977年に行われた第11回参議院議員通常選挙及び1983年に行われた第13回参議院議員通常選挙に日本共産党公認で北海道選挙区から立候補するも落選。同年に行われた第37回衆議院議員総選挙に旧北海道1区から立候補するも落選。1986年に行われた第38回衆議院議員総選挙に再び旧北海道1区から立候補し初当選した。2期連続当選後、1993年の第40回衆議院議員総選挙では落選。1996年に行われた第41回衆議院議員総選挙に北海道3区から立候補し、小選挙区では石崎岳に敗れたが比例復活で当選。以後、2期連続当選。
議員在任中は国会対策副委員長、文部科学委員などを歴任。2003年の第43回衆議院議員総選挙では比例単独1位で立候補したが、日本共産党が比例北海道ブロックの議席が獲得できず落選。落選後、政界からの引退を表明し、党中央委員を辞任。
2005年、選挙区で戦ったことのある箕輪登提起の自衛隊イラク派兵差止北海道訴訟二次訴訟の原告に、日本社会党代議士だった竹村泰子や市民運動活動家の花崎皋平など、様々な政治的立場の者と共に加わった。
2021年2月24日8時41分、誤嚥性肺炎のため札幌市内の病院で死去。87歳没。